# Émile Loubet
Pour les articles homonymes, voir Loubet.
Émile Loubet, né le 30 décembre 1838 à Marsanne (Drôme) et mort le 20 décembre 1929 à Montélimar (Drôme), est un homme d'État français. Il est président de la République française du 18 février 1899 au 18 février 1906.
Avocat de profession, il est élu député de la Drôme en 1876. Après avoir été ministre des Travaux publics, il est président du Conseil de février à décembre 1892. Il est en parallèle ministre de l'Intérieur, fonction qu'il conserve dans le premier gouvernement Ribot. En 1896, il accède à la présidence du Sénat.
En 1899, seul candidat en lice, il est élu président de la République après la mort soudaine de Félix Faure. Son mandat est notamment marqué par la fin de l'affaire Dreyfus, par l’affaire des fiches, et par le vote de la loi de séparation des Églises et de l'État à l'initiative d’Aristide Briand. À l'issue de son septennat, il se retire de la vie politique dans la Drôme.

## Biographie

### Famille et jeunesse
Né le 30 décembre 1838, Émile François Loubet est le fils cadet d'Augustin Loubet (1808-1882) et de Marie-Marguerite Nicolet (1812-1905), d'une famille de cultivateurs et d'édiles de la Drôme. Le père du futur président est maire de Marsanne pendant 26 ans.
Il a un frère aîné, Joseph-Auguste (1837-1916), médecin, et une sœur, Félicie (morte en 1892). En 1851, il est élève du collège catholique de Crest. Les 5 et 6 décembre, il assiste des fenêtres de sa pension aux combats entre l’armée et les insurgés contestant le coup d’État du 2 décembre 1851.
Le 18 août 1869, à Montélimar, il épouse Marie-Louise Picard (1843-1925) qui lui donnera quatre enfants : Marguerite, Denis, Paul et Philibert-Émile. Seule la postérité de Marguerite, les Soubeyran de Saint-Prix, subsiste.
Émile Loubet n'est ni issu de la grande bourgeoisie ni des couches défavorisées de la population. Les revenus de l'exploitation agricole familiale permettent aux deux garçons d'aller étudier d'abord à Valence puis à Paris. Alors que son frère s'inscrit à la faculté de médecine, Émile y étudie le droit jusqu'à obtenir le 17 mai 1863 son doctorat. Il s'inscrit au barreau de Montélimar en avril 1865.

### Débuts en politique et années au Parlement
Républicain modéré, il fait la connaissance de Léon Gambetta pendant ses études de droit. Il entre en politique en intégrant le conseil municipal de Grignan en décembre 1868.
Après avoir été élu conseiller général de Montélimar le 18 juin 1870 puis maire le 29 septembre (mandat qu'il garde jusqu'à son élection de Président de la République), il est élu député de la Drôme le 20 février 1876. Il siège à gauche de l'hémicycle de la Chambre des députés à partir du 20 février 1876.
Le 18 juin 1877, il fait partie des 363 députés qui votent la défiance au gouvernement d'ordre moral du duc de Broglie. La Chambre est alors dissoute par le président de la République, le maréchal de Mac Mahon. Loubet, comme ses confrères, est sanctionné et perd (momentanément) sa charge de maire. Il demeure député jusqu’en janvier 1885, date à laquelle il est élu sénateur de la Drôme.
Émile Loubet fait la plus grande part de sa longue carrière politique au Sénat. Il y est élu en janvier 1885 et devient rapidement un acteur majeur de la gauche républicaine. À la Chambre haute, il s’inscrit au groupe de la gauche républicaine. Élu secrétaire en janvier 1887, il est rapporteur général du budget, à la commission des finances, lorsque, dans le premier ministère constitué après l’élection du président de la République Sadi Carnot, dans le cabinet de Pierre Tirard, il est chargé du portefeuille des Travaux publics.
Il est de retour au palais du Luxembourg en avril 1888. Après avoir été un peu moins d’un an président du Conseil et ministre de l’Intérieur, Émile Loubet reprend son siège au Sénat et redevient président de la commission des Finances.
Le 1er janvier 1896, Émile Loubet devient le président du Sénat après la démission de Paul-Amand Challemel-Lacour. À ce titre, c'est lui qui annonce le 17 février 1899 la mort du président Félix Faure.

### Ministre et président du Conseil
Il est appelé par le président Carnot à la présidence du Conseil, responsabilité qu’il exerce de février à décembre 1892. Reconduit comme ministre de l’Intérieur dans le cabinet Ribot, le scandale de Panama dont il a tenté de freiner l'enquête en faisant pression sur le procureur général, conduit à son remplacement en janvier 1893.

### Président de la République

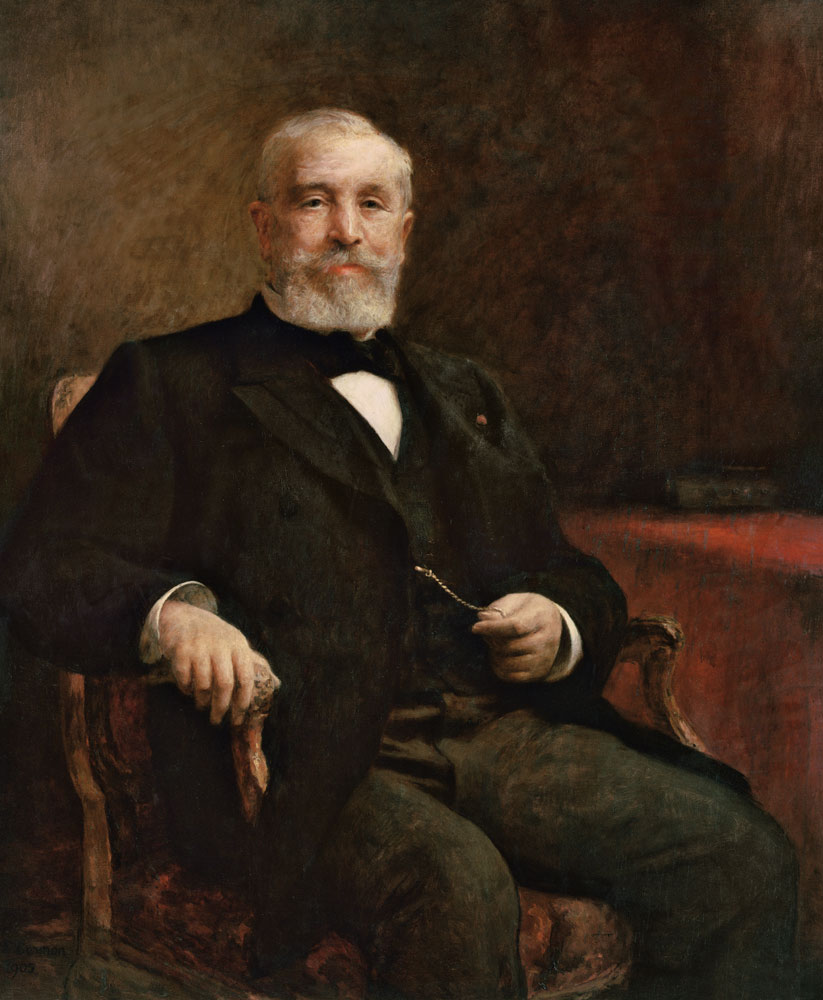
Portrait du président Émile Loubet.

#### Élection
La mort subite de Félix Faure conduit à l’organisation d'une élection présidentielle anticipée opposant le camp des antidreyfusards aux dreyfusards. Jusqu'ici, Félix Faure aurait appuyé les adversaires de la révision du procès de Dreyfus. Deux candidats se dégagent rapidement : Émile Loubet et Jules Méline, ce dernier étant antidreyfusard (il a notamment déclaré en 1897 qu’« il n'y a[vait] pas d'affaire Dreyfus »).
Loubet, qui n’a jamais exprimé d’avis sur l’affaire, s'impose comme le favori, alors qu’il a déjà été pressenti pour succéder à Sadi Carnot en 1894. Sa non-compromission avec les antidreyfusards en fait le candidat des dreyfusards, notamment de Georges Clemenceau. De nombreux républicains sont en outre hostiles à un candidat issu des rangs radicaux.
En apprenant la candidature du président du Sénat, Jules Méline retire la sienne. Émile Loubet est élu président de la République par le Congrès réuni à Versailles le 18 février 1899, par 483 voix (soit 59,48 %), contre notamment 279 à Jules Méline (qui, malgré le retrait de sa candidature, obtient donc des voix).
L'élection a deux répercussions immédiates : Paul Déroulède tente sans succès de faire un coup d'État pour renverser la Troisième République et Loubet est agressé à coups de canne par le baron Christiani à la tribune de l'hippodrome d'Auteuil. Le baron est écroué et condamné à quatre ans de prison ferme.

#### Politique intérieure

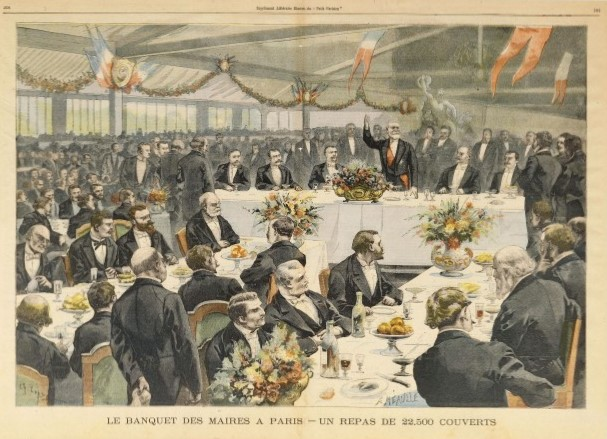
Banquet des maires de France dans le jardin des Tuileries en 1900.

Dans un contexte d'oppositions virulentes à la République (de la part des nationalistes et des royalistes) et de polémiques antireligieuses (de la part des radicaux et des socialistes), Émile Loubet tente l'apaisement en s'en tenant à ses pouvoirs constitutionnels limités. La présidence Loubet est l'une des plus stables de la Troisième République, avec seulement quatre présidents du Conseil nommés en sept ans : Charles Dupuy, Pierre Waldeck-Rousseau, Émile Combes et Maurice Rouvier.
Du point de vue des prérogatives présidentielles, le septennat d'Émile Loubet se passe dans le strict respect de la tradition de la Troisième République. Le président a un rôle de représentation officielle. Son autorité, réduite au minimum, ne s'exerce sur la politique intérieure de l'État que par influence, par persuasion et par conseil.
Le septennat d'Émile Loubet est le théâtre de décisions marquantes dans l'histoire de la République française : grâce du capitaine Dreyfus, promulgation de la loi sur les associations et, surtout, de la loi du 9 décembre 1905 sur la séparation des Églises et de l'État, définissant le cadre général de la laïcité en France et imposée au Président par la majorité radicale et socialiste.
L’affaire des fiches, une importante opération de fichage réalisée dans un contexte d’accusations d'anti-républicanisme portées par la gauche à l'encontre des officiers, conduit en novembre 1904 à la démission du ministre de la Guerre, le général André, puis à la chute du gouvernement Combes deux mois plus tard.
À l'occasion de l'exposition universelle de 1900 organisée à Paris, Émile Loubet convie l'ensemble des maires de France à un banquet de 22 965 convives dans le jardin des Tuileries. Ce banquet est l'occasion de la manifestation d'un large soutien des élus locaux à la République.

#### Politique étrangère

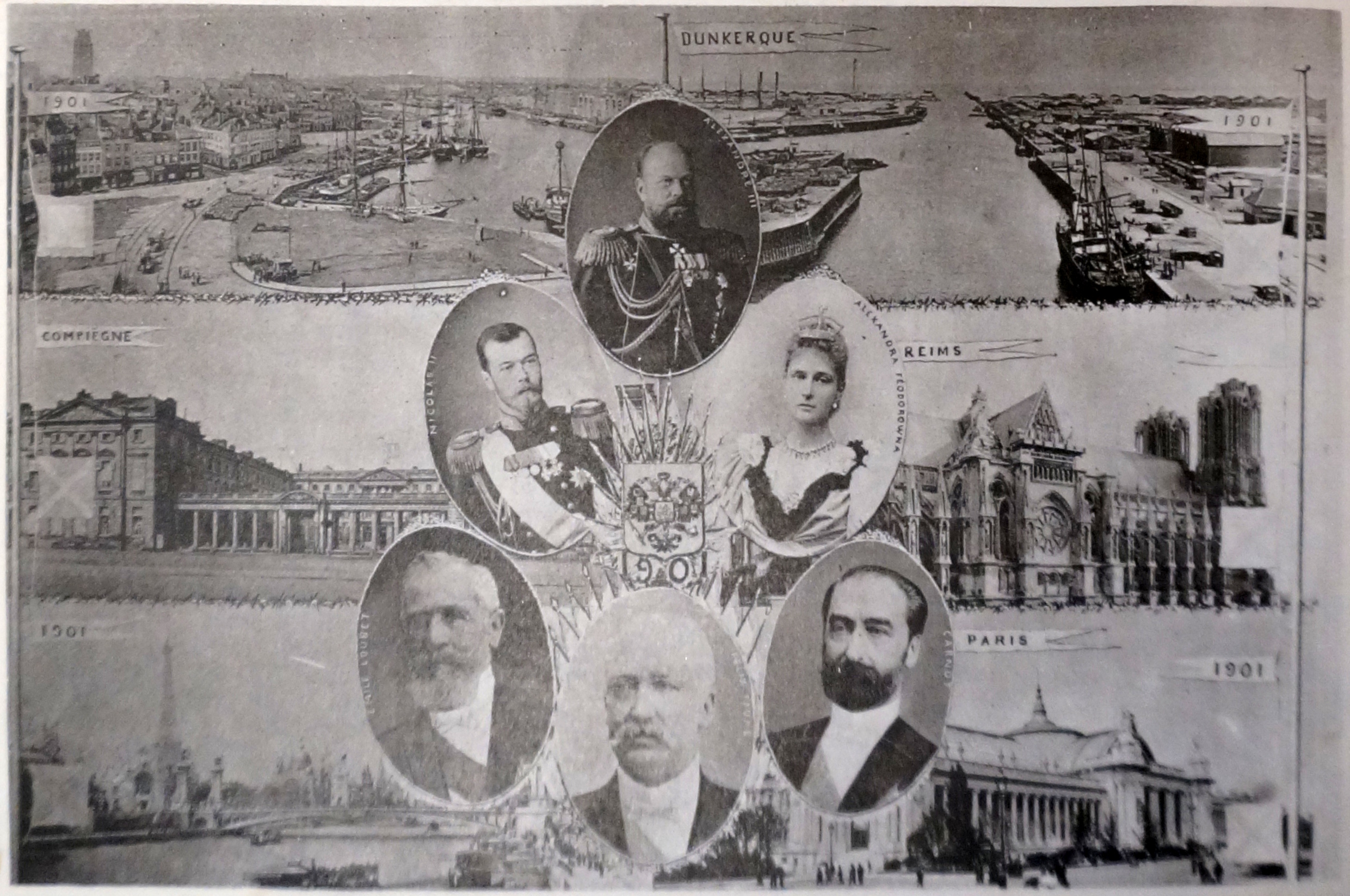
Carte postale pour la venue de Nicolas II en 1901.

C'est dans le cadre de la politique étrangère que le président Loubet est le plus impliqué. Il conseille le gouvernement et oriente, dans ses grandes lignes, cette politique.
Son septennat est aussi marqué par une intense activité diplomatique avec d'une part l'alliance franco-russe — il reçoit Nicolas II en septembre 1901, avec les fameuses manœuvres de Bétheny, et se rend en visite officielle en Russie en 1902 — et d'autre part le Royaume-Uni.

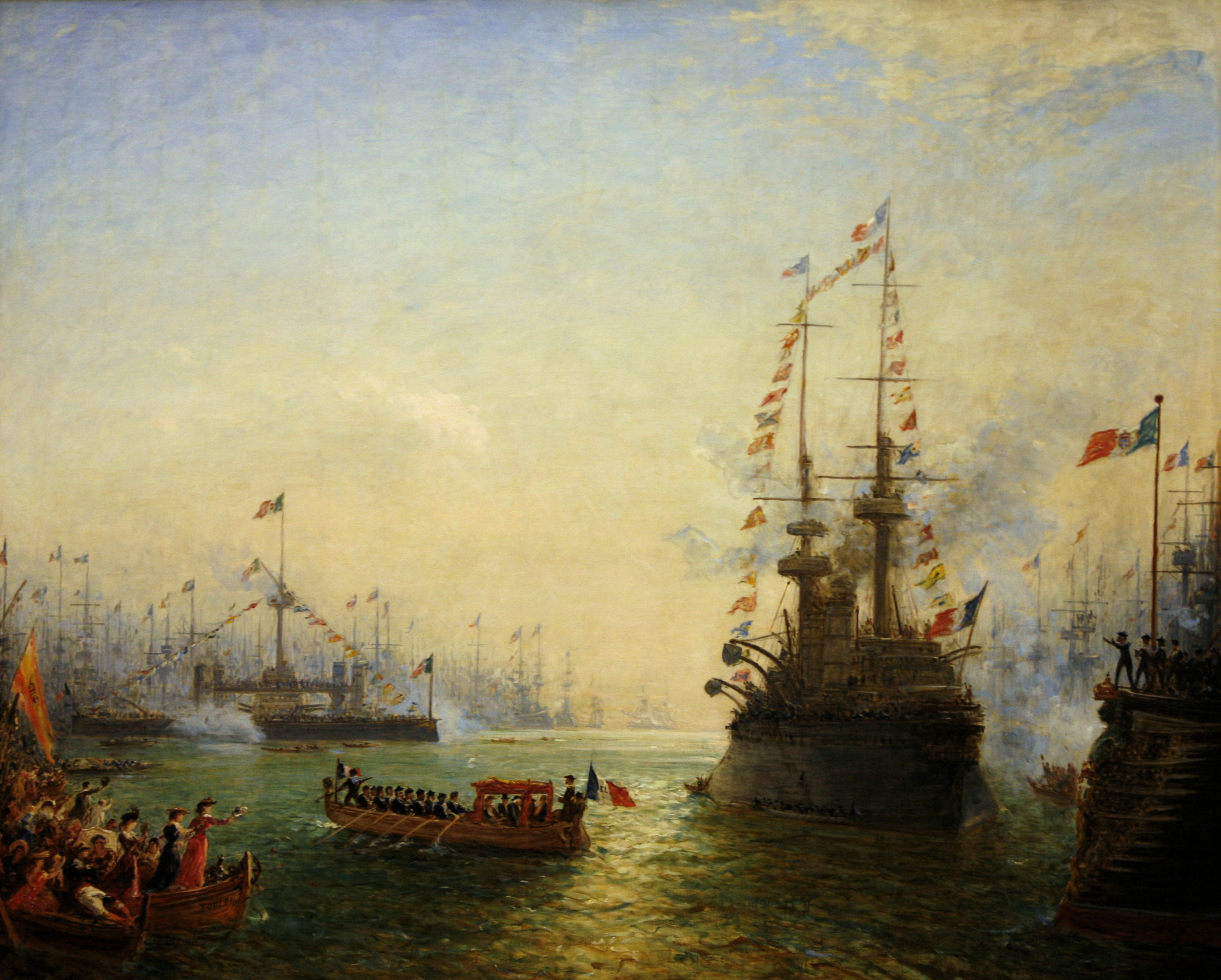
Toulon, visite du président Émile Loubet aux escadres française et italienne en avril 1901
Félix Ziem, 1901
musée national de la Marine, Toulon.

Loubet améliore aussi les rapports tendus avec l'Italie, avec laquelle il signe en 1900 un accord reconnaissant les intérêts italiens en Libye en échange de la reconnaissance du protectorat français sur le Maroc. En 1901, il reçoit la plus haute décoration italienne, l'ordre de l'Annonciade. En 1904, à la suite de la visite du roi Victor-Emmanuel III à Paris, il effectue une visite d’État à Rome : il s’agit de la première visite officielle en Italie d'un chef d’État catholique sans se rendre en premier au Vatican. En outre, cela revient à reconnaître Rome comme capitale de l’Italie, ce qui conduit le pape Pie X à émettre des critiques sur sa venue. Cette visite joue un rôle dans la rupture des relations diplomatiques entre la France et le Saint-Siège quelques mois plus tard.
Le 31 mai 1905, il échappe à un attentat visant le roi d'Espagne Alphonse XIII, en visite à Paris. Deux bombes à main sont lancées sur le cortège à l'angle de la rue de Rohan et la rue de Rivoli. Dix-sept personnes sont blessés, mais l'auteur ne fut jamais identifié.

#### Fin du mandat

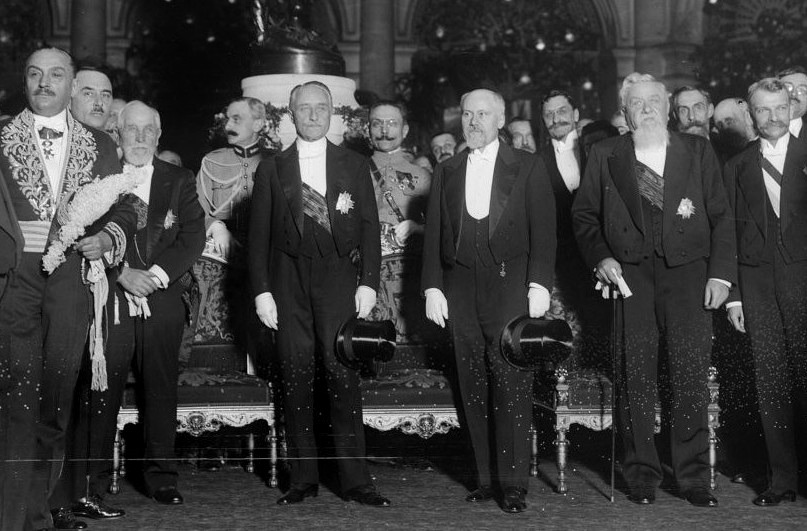
Émile Loubet aux côtés de ses successeurs Paul Deschanel, Raymond Poincaré et Armand Fallières (18 février 1920).

À la fin de son septennat, en 1906, il est le premier président de la IIIe République à quitter l'Élysée après avoir accompli un mandat complet (avant lui, Jules Grévy a déjà terminé un premier septennat mais, réélu, il n'a pas été au bout du second, devant démissionner à la suite du scandale des décorations).

### Retraite et mort
Émile Loubet se retire ensuite de la vie politique.
Le 20 décembre 1929, il meurt à 90 ans et 11 mois. Il reste le président français ayant vécu le plus longtemps jusqu’en 2017, lorsqu’il est dépassé par Valéry Giscard d'Estaing. Il est aussi le deuxième président à avoir survécu le plus longtemps après la fin de son mandat, là aussi derrière Valéry Giscard d'Estaing.
Suivant le vœu qu'il a exprimé, ses enfants refusent des obsèques nationales. Il est enterré au cimetière Saint-Lazare de Montélimar.

## Détail des mandats et fonctions

### À la présidence de la République
- 18 février 1899 - 18 février 1906 : président de la République française

### Au gouvernement
- 12 décembre 1887 - 3 avril 1888 : ministre des Travaux Publics dans le gouvernement Tirard
- 27 février 1892 - 6 décembre 1892 : président du Conseil, ministre de l'Intérieur
- 6 décembre 1892 - 11 janvier 1893 : ministre de l'Intérieur du gouvernement Ribot

### Au Parlement
- 1876-1885 : député de la Drôme
- 1885-1899 : sénateur de la Drôme
- 1896-1899 : président du Sénat

### Au niveau local
- 1870-1877 : maire de Montélimar
- 1878-1899 : maire de Montélimar

## Hommages et postérité

### Décorations
- Grand-croix de la Légion d'honneur le 18 février 1899 et grand maître de l'ordre de 1899 à 1906 en tant que président de la République.
- Chevalier de l'ordre de l'Annonciade en 1901.  Italie
- Chevalier de l’ordre de Saint-André en 1901.  Empire russe
- Chevalier de l'ordre de la Toison d'or en 1902 investi par le duc de Sesto, représentant spécial du roi d’Espagne, lors d’une cérémonie à Paris  Royaume d'Espagne
- Chevalier de l'ordre du Lion norvégien en 1904.  Norvège
- Ordre de la Dynastie Chakri en 1902.  Thaïlande
- Ordre du Séraphin en 1899.  Suède
- Grand-croix de l'ordre de Saint-Charles, 15 mars 1901  Monaco
- Grand cordon de l'ordre de Léopold 1900  Belgique
- Chevalier de l'ordre de l'Éléphant, 1er novembre 1900  Danemark
- Grand collier de l'ordre du Chrysanthème, 5 août 1899  Japon
- Chevalier de l'ordre du Lion d'or de la maison de Nassau, 1902  Luxembourg
- Grand-croix de l'ordre du Lion néerlandais, 1902  Pays-Bas
- Grand collier de l’ordre de la Tour et de l’Épée, octobre 1902 – lors de la visite du roi Carlos Ier en France  Royaume de Portugal
- Collier de l'ordre équestre de Saint-Marin
- Grand-croix de l’Aigle blanc  Empire russe
- Chevalier de Saint-André  Empire russe
- Chevalier de Saint-Alexandre Nevski  Empire russe
- Chevalier de Sainte-Anne, 1re classe  Empire russe
- Chevalier de l’Annonciation, 10 avril 1901  Royaume d'Italie
- Principauté de Bulgarie : grand-croix de Saint-Alexandre, en diamants, juillet 1902
- Grand-croix de l’étoile d’Éthiopie, Empire éthiopien
- chevalier de l’Aigle Noir  Empire allemand
- Empire ottoman : ordre de distinction Chevalier de Saint-Stanislas, 1re classe

### Hommages posthumes
L'association Émile-Loubet promeut la mémoire d'Émile Loubet et le patrimoine qui lui est lié.
Un ouvrage est publié par l'association Émile Loubet Journal Intime de la Présidence de la République - Emile Loubet - 1899/1906 préfacé par Gérard Larcher à l'occasion des 120 ans de l'Entente cordiale. Cet ouvrage retrace au quotidien les activités du Président de la République au travers de la vision de son Secrétaire général de l'Élysée, Abel Combarieu.